# ولاد حمدان (سيدي فاتح)
ولاد حمدان هو دُوَّار يقع بجماعة سيدي عزوز، إقليم سيدي قاسم، جهة الرباط سلا القنيطرة في المملكة المغربية. ينتمي الدوّار لمشيخة سيدي فاتح التي تضم 11 دوار. يقدر عدد سكانه بـ 925 نسمة حسب الإحصاء الرسمي للسكان والسكنى لسنة 2004.

## روابط خارجية
- البوابة الوطنية للجماعات الترابية
- المندوبية السامية للتخطيط